# Etiqueta RFID

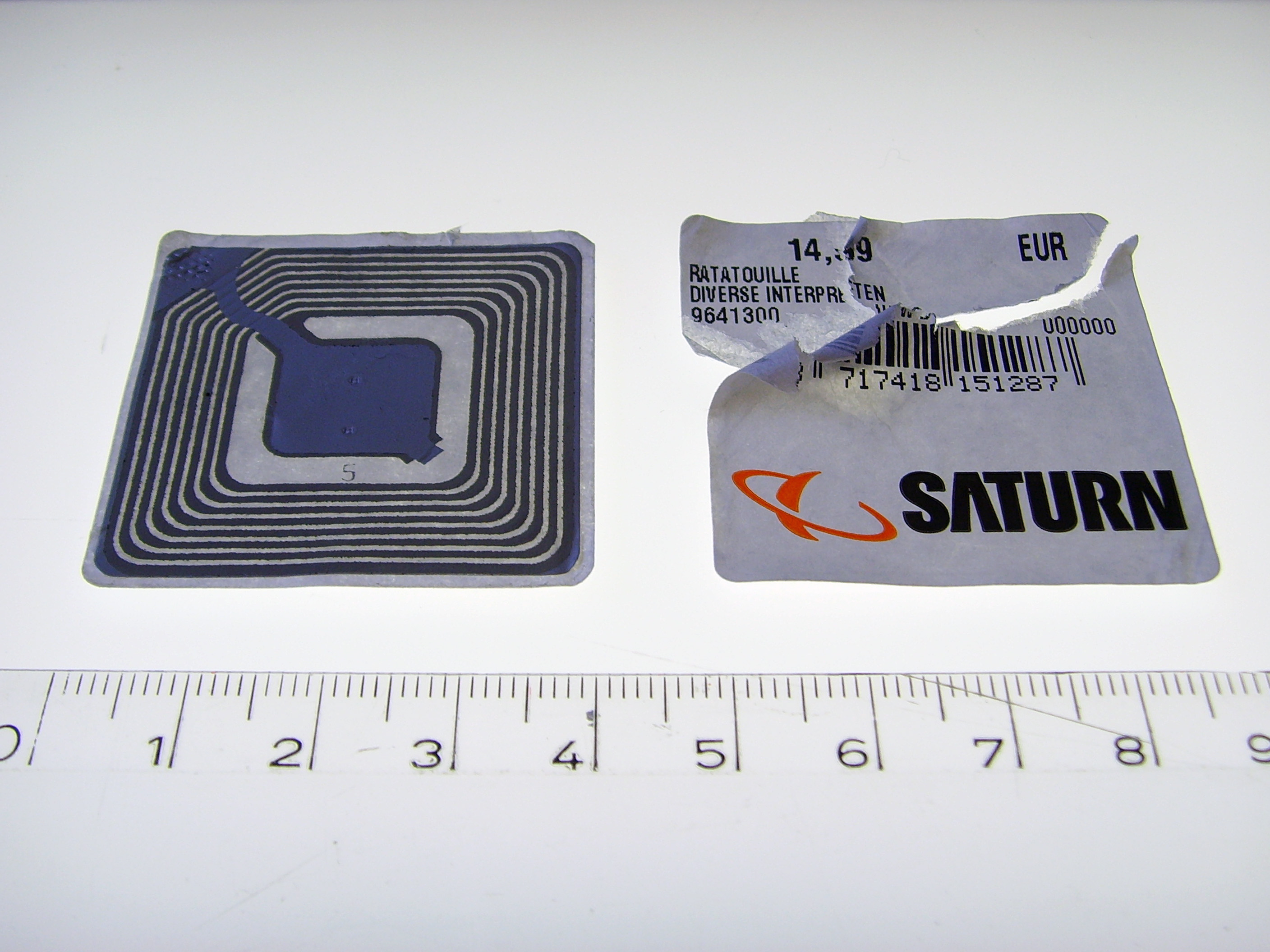
Etiqueta de prevenció de robatori de RF. L'espiral és una bobina, a la cantonada superior esquerra hi ha un condensador. La bobina i el condensador junts formen un circuit elèctric ressonant passiu..

Les etiquetes RFID són la forma d'empaquetat més comuna i habitual dels dispositius RFID. Són autoadhesives i es caracteritzen per la seva flexibilitat, la seva "primesa", la capacitat de poder ser impreses amb codi humanament llegible en la seva cara frontal i les capacitats de memòria que dependran del circuit integrat que porti incorporat.

## Capes

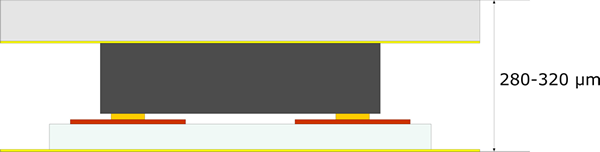
Capes de les etiquetes RFID.

Les etiquetes RFID passives més habituals o de consum massiu es componen de les següents capes:
- Paper frontal, que és el paper on s'imprimeix informació i fa de protecció del circuit integrat. La impressió pot realitzar-se tant en impremta com amb màquines impressores d'etiquetes i que alhora puguin gravar informació en el circuit integrat.[3]

- Adhesiu, que uneix el tag o inlay amb el paper. Normalment és el mateix adhesiu que ja ve directament del fabricador de paper.

- Circuit integrat RFID, on està miniaturitzat el circuit, s'emmagatzema la informació en una memòria no volàtil i que és capaç d'alimentar-se de l'energia que prové d'una ona electromagnètica.

- Bumps del circuit integrat RFID, que són els suports del circuit integrat i que normalment estan fabricats amb una fina l'amina d'or. Han de tenir una gran resistència a la pressió i una gran conductivitat.

- Antena impresa, que és la capa de material conductiu capaç de captar les ones electromagnètiques a unes freqüències determinades i transformar l'energia de l'ona en corrent elèctric per alimentar el circuit integrat.[4]

- Capa dielèctrica, d'unes 50 micres de grossor, normalment de tereftalato de polietilè (PET) o paper i que serveix per donar consistència a l'antena i a la unió de l'antena amb el circuit integrat.

- Adhesiu per fixar el circuit integrat, que ha de ser conductiu i que és una de les claus per a un bon contacte entre el circuit integrat i l'antena impresa.

- Adhesiu final, per adherir l'etiqueta a la seva destinació i que té les mateixes característiques que els adhesius dels papers comercials.

Tot el conglomerat de capes a dalt exposat ve sobre un paper de suport siliconado que permet dispensar cadascuna de les etiquetes a discreció o en maquinària d'aplicació automàtica.
Existeixen altres composicions de capes per a etiquetes RFID i depenen de si els inlays inserits venen amb un component anomenat strap. No obstant això, la seva composició és molt similar i la seva implicacions en el comportament una vegada aplicades no té rellevància per a l'usuari.

## Formes de les antenes impreses per a freqüències HF i UHF
És un punt que genera molta confusió a l'hora de definir el tipus de tecnologia a utilitzar en les etiquetes RFID, ja que les bandes de freqüència més utilitzes del RFID, dins de l'espectre electromagnètic són les que mostren el següent gràfic:
Concretament no és la mateixa antena per a una freqüència 13,56 MHz que per una de 868 MHz.
| Freqüència          | Espessor     | Capes | Soldadura | Fabricació |
| ------------------- | ------------ | ----- | --------- | ---------- |
| RFID HF a 13.56 MHz | 15-19 micres | 2     | Sí        | Alt cost   |
| RFID UHF a 868 MHz  | 4-9 micres   | 1     | No        | Sota cost  |

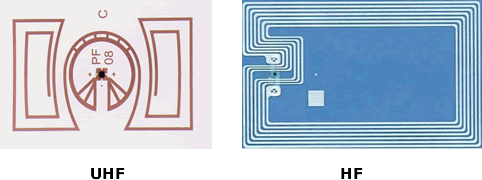
Diferents tipus d'antenes impreses.

En la imatge de la dreta es pot observar dues formes d'antenes per a les etiquetes RFID, destacant les diferències entre les voltes de coure per a les diferents freqüències HF i UHF. Resultarà evident, que per poder obtenir uns costos raonables per a la utilització de la tecnologia RFID, el treballar amb les freqüències UHF reporta majors avantatges en costos d'etiquetes RFID.